# Domenico Gagliardi
Domenico Gagliardi (Marino, 1º gennaio 1660 – Roma, 1745) è stato un medico, scrittore e filosofo italiano.
È stato archiatra di quattro papi: papa Alessandro VIII (1610-1691), papa Clemente XI (1649-1721), papa Benedetto XIII (1649-1730) e papa Benedetto XIV (1675-1758).

## Biografia
Il Gagliardi nacque a Marino, feudo della famiglia Colonna posto nell'attuale provincia di Roma, nell'area dei Colli Albani, come riferisce l'erudito ottocentesco Gaetano Moroni nel suo Dizionario di erudizione storico-ecclesiastica, e come riferito dallo stesso Gagliardi nel proprio libro "L'idea del vero medico fisico e morale formato secondo li documenti ed operazioni di Ippocrate" In effetti, il cognome Gagliardi esisteva all'epoca a Marino ed è tuttora tramandato.
Fu impegnato in ricerche morfologiche, microscopiche ed anatomopatologiche a proposito delle ossa, compiendo importanti scoperte in questo campo: nell'Anatome ossium novis inventis illustrata ("Anatomia delle ossa illustrata con le nuove scoperte", Roma 1689) descrisse per primo la struttura lamellare delle ossa. Inoltre effettuò alcuni esami e ricerche comparative tra le ossa umane e quelle del vitello. Descrisse probabilmente per primo un caso di tubercolosi ossea. La sua opera fu piuttosto lodata, e l'Anatome fu ristampato nel 1723 a Leida, nei Paesi Bassi. Fece importanti studi sul "mal di petto".
Si interessò anche di filosofia, poiché nel 1722 scrisse e dedicò a papa Innocenzo XII un saggio in due parti sull'educazione morale e medica delle giovani generazioni. Diede anche ammonimenti contro i guaritori ciarlatani e fornì alcuni suggerimenti deontologici per i medici.
Probabilmente il medico abitava nel rione Sant'Angelo, presso via delle Botteghe Oscure, perché in questa strada nel 1730 un suo servo fu ucciso misteriosamente nottetempo. Durante le villeggiature dei papi presso la Villa Pontificia di Castel Gandolfo la famiglia del Gagliardi aveva il privilegio di offrire la frutta al papa. Papa Alessandro VIII gli conferì un titolo nobiliare, ma non sappiamo quale.
I suoi lavori, conservati nelle maggiori biblioteche di Roma, rivestono un particolare interesse se anche duecento anni dopo la loro scrittura, nel 1901, il vice-direttore dell'Ospedale San Martino di Genova, dottor Jacopo Arata, diede alle stampe una lettera inedita del Gagliardi datata 1732 sull'itterizia. La studiosa romana di origini marinesi Antonia Lucarelli ha svolto negli anni novanta un proficuo lavoro di ricerca sulla figura del Gagliardi, scoprendo anche una firma del medico in margine ad una tesi di laurea discussa all'Università La Sapienza nel 1742.

## Opere
- (LA)  Anatome ossium novis inventis illustrata, Roma, 1689.
- L'idea del vero medico fisico e morale formato secondo li documenti ed operazioni di Ippocrate, Roma, 1718.[7]
- L'infermo istruito nelle scuole, Roma, 1719.[7]
- Consigli preventivi e curativi in tempo di contagio dati in forma di dialogo, Roma, 1720.[7]
- Relazione de' Mali di Petto che corrono presentemente nell'Archiospedale di Santo Spirito in Sassia, Roma, 1720.[7][9]
- L'educazione de' figliuoli morale e medica, Roma, 1722.[7]
- Come sopra l'influenza catarrale che presentemente regna in Roma e Stato ecclesiastico, Roma, 1730.[7]